# La Fleur
Pour les articles homonymes, voir Fleur (homonymie) et Lafleur.
La Fleur (nom complet Sanna La Fleur Engdahl) est une musicienne et disc jockey suédoise de musique électronique basée à Berlin. Elle se fait remarquer à partir de 2010 pour son morceau Flowerhead. Elle est également la fondatrice du label Power Plant Records.

## Biographie
Née à Örebro en 1979, Sanna Engdahl est baignée très jeune dans la musique alors qu'elle apprend le ballet. Les premiers artistes qu'elle dit apprécier sont The Cure, The Smiths, Sonic Youth ou encore Kent. Plus tard elle découvre la musique électronique par la French Touch et notamment Daft Punk, puis en se rendant dans des clubs. Elle suit des études de pharmacie et commence à travailler pour une entreprise pharmaceutique pendant deux ans. Parallèlement, sa carrière de musicienne commence en 2004 sous le pseudonyme La Fleur, qui est par ailleurs son deuxième prénom. Elle joue alors dans les clubs Sunday Secrets puis Berns de Stockholm. Elle anime également pendant trois ans l'émission P3 Dans sur Sveriges Radio P3. Elle collabore notamment avec Adeline Supreme pour former le duo Housewives. En 2006, fatiguée de jongler entre ses activités, elle décide de prendre un congé sabbatique de 6 mois pour se consacrer pleinement à la musique. Elle le prolonge plusieurs fois jusqu'en 2007 où, lassée par la scène suédoise, elle décide de s'installer à Berlin, ville qu'elle considère comme « la Mecque de la techno ».
Là, elle commence à produire ses propres morceaux. Le premier qui soit édité est un remix de Nairu de David Ekenbäck. Mais c'est en 2010 que sa carrière s'apprête à décoller avec le morceau Flowerhead, première création dont elle s'estime fière. Le titre échantillonne Les Rubans et la Fleur de France Gall. Le sample est choisi alors qu'elle découvre le morceau original à Malmö et y entend son nom. En revanche, elle ne trouve personne pour le produire. Elle décide alors de créer son propre label, Power Plant, sur lequel elle s'autoproduit. Publié sur SoundCloud, le morceau rencontre assez vite le succès. Elle crée également une ligne de vêtements avec le styliste Stacey DeVoe: Power Plant Elements.
Sa carrière prend alors de l'ampleur avec la sortie de nouveaux titres dont l'EP Eavesdropper en 2012, qui est à nouveau remarqué. Cette même année, elle devient DJ résidente du club Watergate de Berlin. Pareillement, son label se développe en produisant notamment Jesper Ryom. Commence alors des tournées, elle participe notamment à des festivals dont Creamfields ou Calvi on the Rocks et se retrouve régulièrement invitée à Ibiza et dans les clubs les plus fameux autour du monde.
D'autres de ses productions sont remarquées, en particulier sa collaboration avec Sasha Förbindelse consacrée « Essential New Tune » par l'émission Essential Mix. La Fleur se démarque aussi avec Tears dans la série Speicher du label Kompakt ou plus récemment avec l'EP Aphelion sur son propre label.
Lors de la pandémie de Covid-19, elle retourne en Suède aider à l'hôpital Karolinska de Stockholm en tant que pharmacienne.

## Discographie

### Remixes
- 2008 : David Ekenbäck feat. Cherry - Nairu (DJ Nibc & La Fleur Remix)
- 2010 : Stuffa - Proof (La Fleur Remix)
- 2011 : Jesper Ryom - Godt Begyndt (La Fleur Remix)
- 2011 : Martin Dawson - Soft Synth (La Fleur Remix)
- 2012 : Magit Cacoon - Show Up Show Down (La Fleur Remix)
- 2012 : Adana Twins - Strange (La Fleur Remix)
- 2013 : Kerri Chandler - Mama (La Fleur Remix)
- 2014 : Jesper Ryom - Aviator EP (La Fleur Remix)
- 2014 : Jay Lumen - Our Freedom (La Fleur Remix)
- 2015 : Kate Boy - Open Fire (La Fleur Remix)
- 2015 : Ane Brun - Shape of a Heart (La Fleur Remix)
- 2016 : andhim - Mr Bass feat. Super Flu (La Fleur remix)
- 2017 : Sasha - Trigonometry (La Fleur remix)
- 2017 : Zoo Brazil - Sand (La Fleur remix)
- 2017 : Francesca Lombardo - Remembrance (La Fleur remix)
- 2019 : Damian Lazarus & The Ancient Moons - Five Moons (La Fleur Remix)
- 2019 : Damian Lazarus & The Ancient Moons - Five Moons (La Fleur Dub)